# Rhodogorgonaceae
Rhodogorgonaceae, porodica crvenih algi smještena u vlastiti red Rhodogorgonales, dio je podrazreda Corallinophycidae. Pet je priznatih vrsta

## Rodovi i vrste
- Renouxia Fredericq & J.N.Norris, 2
- Rhodenigma J.A.West, Verbruggen & Loiseaux, 1
- Rhodogorgon J.N.Norris & K.E.Bucher, 2